# Frog Feast
Frog Feast est un jeu vidéo d'action, développé par Rastersoft, sorti en 2005 sur Neo-Geo CD et Sega CD, en 2006 sur Super Nintendo et Mega Drive et en 2007 sur CD-i et Jaguar.

## Système de jeu
Il s'agit d'une version 16 bits du jeu Frog Bog avec une IA, des sons et des graphismes améliorés.